# Clark Gregg
Robert Clark Gregg (Boston, Massachusetts, 1962. április 2. –) amerikai színész, szinkronszínész, rendező és forgatókönyvíró. 
Legismertebb alakítása Phil Coulson ügynök a Marvel-moziuniverzum filmjeiben. Elsőként a 2008-as A Vasember című filmben tűnt fel, ezt követte a Vasember 2. (2010), a Thor (2011), a Bosszúállók (2012) és a Marvel Kapitány (2019). A 2013-ban indult A S.H.I.E.L.D. ügynökei című televíziós sorozatban szintén feltűnt. Szinkronszínészként hangját kölcsönözte A Pókember elképesztő kalandjai című animációs sorozatban, továbbá a Marvelhez kapcsolódó videojátékokban is: Lego Marvel Super Heroes, Marvel Heroes, Lego Marvel Avengers.
A fentiek mellett 2006 és 2010 között játszott a CBS Christine kalandjai című szituációs komédiájában. Az NBC Az elnök emberei című politikai drámasorozatában Mike Casper FBI-ügynök szerepét kapta meg, míg a Will és Grace című sorozatban vendégszereplőként láthatták a nézők.

## Gyermekkora és családja
Anyja Mary Layne anglikán pap, apja Robert Clark Gregg Sr. a Stanford Egyetem professzora. Családja gyakran költözött, tizenhét éves korára hét városban lakott.

## Magánélete
2001 nyarán vette feleségül a leginkább a Dirty Dancing – Piszkos tánc című filmből ismert színésznőt, Jennifer Greyt, egy lányuk született, Stella. A házaspár közösen szerepelt a 2006-ban bemutatott Karácsonyi kalandok című tévéfilmben.
Gregg a brazil dzsúdzsucu nevű harcművészet fekete öves gyakorlója, 2015-ben szerezte meg övfokozatát.

## Filmográfia

### Film
| Év   | Magyar cím                                    | Eredeti cím                                        | Szerep                   | Magyar hang          |
| ---- | --------------------------------------------- | -------------------------------------------------- | ------------------------ | -------------------- |
| 1988 |                                               | Things Change                                      | színpadi menedzser       |                      |
| 1989 | Fat Man és Little Boy                         | Fat Man and Little Boy                             | Douglas Panton           |                      |
| 1992 | Lana szerelmes                                | Lana in Love                                       | Marty                    | Rosta Sándor         |
| 1994 | Végveszélyben                                 | Clear and Present Danger                           | kiképző törzsőrmester    | Imre István          |
| 1994 | A zűr bajjal jár                              | I Love Trouble                                     | Darryl Beekman, Jr.      |                      |
| 1994 |                                               | Ride Me                                            | Jake Shank               |                      |
| 1995 | Minden gyanú felett                           | Above Suspicion                                    | Randy                    |                      |
| 1995 | Közönséges bűnözők                            | The Usual Suspects                                 | Dr. Walters              | Németh Gábor         |
| 1997 | Hat gyilkosság egy vasárnap                   | Six Ways to Sunday                                 | Benjamin Taft            |                      |
| 1997 | Szerelem utolsó vérig                         | The Last Time I Committed Suicide                  | rendőr                   |                      |
| 1997 |                                               | The Spanish Prisoner                               | FBI-os mesterlövész      |                      |
| 1998 | Sebastian Cole kalandjai                      | The Adventures of Sebastian Cole                   | Hank / Henrietta Rossi   |                      |
| 1999 | Magnólia                                      | Magnolia                                           | WDKK színpadi rendező    | Sztarenki Pál        |
| 2000 | Ennyi!                                        | State and Main                                     | Doug Mackenzie           | Gáspár András        |
| 2001 |                                               | Lovely & Amazing                                   | Bill                     |                      |
| 2001 | A. I. – Mesterséges értelem                   | A.I. Artificial Intelligence                       | Hobby munkatársa         | Láng Balázs          |
| 2002 | Katonák voltunk                               | We Were Soldiers                                   | Tom Metsker százados     | Tarján Péter         |
| 2002 | Sötétkamra                                    | One Hour Photo                                     | Paul Outerbridge nyomozó | Szabó Sipos Barnabás |
| 2003 | Szégyenfolt                                   | The Human Stain                                    | Nelson Primus            |                      |
| 2003 | 11:14                                         | 11:14                                              | Hannagan rendőr          | Pálfai Péter         |
| 2004 | Jó társaság                                   | In Good Company                                    | Steckle                  | Gyabronka József     |
| 2004 | Az ellenség karmaiban                         | In Enemy Hands                                     | Teddy Goodman            | Juhász György        |
| 2004 | A spártai                                     | Spartan                                            | Miller                   |                      |
| 2006 |                                               | Hoot                                               | Chuck Muckle             |                      |
| 2006 |                                               | Bickford Shmeckler's Cool Ideas                    | kiadó                    |                      |
| 2006 | Ismeretlen hívás                              | When a Stranger Calls                              | Ben Johnson              | Magyar Attila        |
| 2007 | Lélegzet                                      | The Air I Breathe                                  | Henry                    | Petridisz Hrisztosz  |
| 2007 | A nők hálójában                               | In the Land of Women                               | Nelson Hardwicke         | Juhász György        |
| 2008 | A Vasember                                    | Iron Man                                           | Phil Coulson             | Dolmány Attila       |
| 2008 | Fulladás                                      | Choke                                              | Charlie                  | Tarján Péter         |
| 2009 | 500 nap nyár                                  | (500) Days of Summer                               | Vance                    | Holl Nándor          |
| 2010 | Vasember 2.                                   | Iron Man 2                                         | Phil Coulson             | Dolmány Attila       |
| 2011 | Útban Thor pörölyéért (rövidfilm)             | A Funny Thing Happened on the Way to Thor's Hammer | Phil Coulson             | Dolmány Attila       |
| 2011 | A tanácsadó                                   | The Consultant                                     | Phil Coulson             | Dolmány Attila       |
| 2011 | Mr. Popper pingvinjei                         | Mr. Popper's Penguins                              | Nat Jones                |                      |
| 2011 | Thor                                          | Thor                                               | Phil Coulson             | Dolmány Attila       |
| 2012 |                                               | Light Years                                        | Mr. Markovic             |                      |
| 2012 | Sok hűhó semmiért                             | Much Ado About Nothing                             | Leonato                  |                      |
| 2012 | Bosszúállók                                   | The Avengers                                       | Phil Coulson             | Dolmány Attila       |
| 2013 | Bízz bennem!                                  | Trust Me                                           | Howard Holloway          | Kerekes József       |
| 2013 | Nyárutó                                       | Labor Day                                          | Gerald                   | Gyabronka József     |
| 2013 | Kamatylista                                   | The To Do List                                     | George Klark             |                      |
| 2014 |                                               | Very Good Girls                                    | Edward Berger            |                      |
| 2015 |                                               | Thrilling Adventure Hour Live                      | Mason Grantz             |                      |
| 2016 | Az éjszaka törvénye                           | Live by Night                                      | Clavin Bondurant         | Mészáros Máté        |
| 2018 | A gyilkosság filozófiája                      | Spinning Man                                       | Paul                     | Stohl András         |
| 2019 | Marvel Kapitány                               | Captain Marvel                                     | Phil Coulson             | Dolmány Attila       |
| 2020 |                                               | Run Sweetheart Run                                 | James R. Fuller          |                      |
| 2021 | Moxie, avagy a vagány csajok visszavágnak     | Moxie                                              | John                     | Czvetkó Sándor       |
| 2021 | Az élet Ricardóéknál                          | Being the Ricardos                                 | Howard Wenke             |                      |
| 2022 | Az amerikai lépfenetámadások (dokumentumfilm) | The Anthrax Attacks: In the Shadow of 9/11         | Bruce Edwards Ivins      |                      |
| 2024 |                                               | Thelma                                             | Alan                     |                      |
| 2025 | G20                                           | G20                                                | Harold Mosely            | Megyeri János        |

### Televízió
| Év        | Magyar cím                         | Eredeti cím                         | Szerep                         | Megjegyzések                                                        |
| --------- | ---------------------------------- | ----------------------------------- | ------------------------------ | ------------------------------------------------------------------- |
| 1988      |                                    | Lip Service                         | színpadi menedzser             | tévéfilm                                                            |
| 1991      | Esküdt ellenségek                  | Law & Order                         | Patrick Dunne                  | 1 epizód                                                            |
| 1991      |                                    | Shannon's Deal                      | Mercer                         | 2 epizód                                                            |
| 1991      | Az asszony, akit Jackie-nek hívtak | A Woman Named Jackie                | Ken O'Donnell                  | minisorozat                                                         |
| 1993      | Az ifjú Indiana Jones kalandjai    | The Young Indiana Jones Chronicles  | Dickinson                      | 1 epizód                                                            |
| 1994      |                                    | The George Carlin Show              | apa                            | 1 epizód                                                            |
| 1995      | Acélököl – Tyson                   | Tyson                               | Kevin Rooney                   | - tévéfilm - magyar hangja: - Sztarenki Pál                         |
| 1995      |                                    | The Commish                         | Tom Cannon                     | 2 epizód                                                            |
| 1995      |                                    | Central Park West                   | menedzser                      | 1 epizód                                                            |
| 1996      | Angyali érintés                    | Touched by an Angel                 | Don Dudley                     | 1 epizód                                                            |
| 2000      | Esti meccsek                       | Sports Night                        | Az Idegen (Calvin Trager)      | 2 epizód                                                            |
| 2000      | Szex és New York                   | Sex and the City                    | Harris Bragen                  | - 1 epizód - magyar hangja:[forrás?] - Gyurity István               |
| 2000      | Ügyvédek                           | The Practice                        | Julie McGrath testvére         | 1 epizód                                                            |
| 2001–2004 | Az elnök emberei                   | The West Wing                       | Michael Casper FBI-ügynök      | 8 epizód                                                            |
| 2002      | Egymásra utalva                    | My Sister's Keeper                  | Harvey                         | tévéfilm                                                            |
| 2002      | Élőben Bagdadból                   | Live From Baghdad                   | Eason Jordan                   | - tévéfilm - magyar hangja: - Bognár Zsolt                          |
| 2003      | Will és Grace                      | Will & Grace                        | Cam                            | 1 epizód                                                            |
| 2004      | The Shield – Kemény zsaruk         | The Shield                          | William Faulks                 | 2 epizód                                                            |
| 2005      | CSI: New York-i helyszínelők       | CSI: NY                             | Allen McShane kerületi ügyész  | 1 epizód                                                            |
| 2006      | Karácsonyi kalandok                | The Road to Christmas               | Tom                            | - tévéfilm - magyar hangja: - Csík Csaba Krisztián                  |
| 2006–2010 | Christine kalandjai                | The New Adventures of Old Christine | Richard Campbell               | - főszereplő - magyar hangja: - Juhász György                       |
| 2012–2017 | A Pókember elképesztő kalandjai    | Ultimate Spider-Man                 | Phil Coulson ügynök (hangja)   | - főszereplő - magyar hangja:[forrás?] - Háda János                 |
| 2013      |                                    | Comedy Bang! Bang!                  | önmaga                         | 1 epizód                                                            |
| 2013–2020 | A S.H.I.E.L.D. ügynökei            | Agents of S.H.I.E.L.D.              | Phil Coulson ügynök / őrmester | - főszereplő - rendező (2 epizód) - magyar hangja: - Dolmány Attila |
| 2016      | Playback párbaj                    | Lip Sync Battle                     | önmaga                         | 1 epizód                                                            |
| 2016      |                                    | BattleBots                          | önmaga                         | 1 epizód                                                            |
| 2016      |                                    | Agents of S.H.I.E.L.D.: Slingshot   | Phil Coulson                   | 1 epizód                                                            |
| 2019      |                                    | SMILF                               | Mr. Daddy                      | 1 epizód                                                            |
| 2020      |                                    | The Conners                         | Ron                            | 2 epizód                                                            |
| 2021–2024 | Mi lenne, ha…?                     | What If...?                         | Phil Coulson ügynök (hangja)   | - 3 epizód - magyar hangja: - Dolmány Attila                        |
| 2023      | A floridai férfi                   | Florida Man                         | Ketcher rendőrtiszt            | - 7 epizód - magyar hangja: - Dolmány Attila                        |
| 2023      | Így jártam apátokkal               | How I Met Your Father               | Nick Foster                    | 3 epizód                                                            |
| 2023      | A gyilkos csodaszer                | Painkiller                          | Arthur Sackler                 | - 6 epizód - magyar hangja:[forrás?] - Bede-Fazekas Szabolcs        |
| 2024      | Gyilkos elmék                      | Criminal Minds: Evolution           | Ray Madison FBI-igazgató       | visszatérő szerep                                                   |
| 2024      |                                    | Will Trent                          | Arthur Highsmith               | 1 epizód                                                            |
| 2024      | Snowpiercer – Túlélők viadala      | Snowpiercer                         | Milius admirális               | főszereplő (4. évad)                                                |

### Videójátékok
| Év   | Cím                      | Szinkronszerep      |
| ---- | ------------------------ | ------------------- |
| 2013 | LEGO Marvel Super Heroes | Phil Coulson ügynök |
| 2013 | Marvel Heroes            | Phil Coulson ügynök |
| 2016 | Lego Marvel's Avengers   | Phil Coulson ügynök |

## Fordítás
- Ez a szócikk részben vagy egészben  a   Clark Gregg című angol Wikipédia-szócikk fordításán alapul.  Az eredeti cikk szerkesztőit annak laptörténete sorolja fel. Ez a jelzés csupán a megfogalmazás eredetét és a szerzői jogokat jelzi, nem szolgál a cikkben szereplő információk forrásmegjelöléseként.